# Ледовских, Анатолий Алексеевич
Анатолий Алексеевич Ледовских (род. 8 апреля 1947, с. Мучкап, Тамбовская область) — российский государственный деятель, глава администрации Гатчинского района в 1990-е годы, бывший руководитель Федерального агентства по недропользованию, с 2012 г. — председатель совета директоров компании «Трансмашхолдинг».

## Биография
В 1970 году окончил Ленинградский ветеринарный институт, в 1990 году — Ленинградскую высшую партийную школу, в 1998 году — Северо-Западную академию государственной службы. Специальности по образованию: ветеринарный врач, менеджер-экономист.
- 1965—1970 гг. — студент Ленинградского ветеринарного института, г. Ленинград.
- 1970—1976 гг. — главный ветеринарный врач совхоза «Подгороднее», Торопецкий район Тверской области.
- 1976—1984 гг. — главный ветеринарный врач совхоза «Гатчинский», объединение «Гатчинское», Гатчинский район Ленинградской области.
- 1984—1985 гг. — заместитель генерального директора производственного объединения «Гатчинское», Гатчинский район Ленинградской области.
- 1985—1987 гг. — директор совхоза «Большевик», Гатчинский район Ленинградской области.
- 1987—1990 гг. — председатель исполкома Гатчинского районного Совета народных депутатов, г. Гатчина Ленинградской области.
- 1990—1991 гг. — председатель Гатчинского районного Совета народных депутатов, г. Гатчина Ленинградской области.
- 1991—2001 гг. — глава администрации Гатчинского района, г. Гатчина Ленинградской области.
- 2001—2002 гг. — начальник Северо-Западного окружного управления Российского агентства по государственным резервам, г. Санкт-Петербург.
- 2002—2004 гг. — заместитель генерального директора Российского агентства по государственным резервам, г. Москва.
- 2004—2012 гг. — руководитель Федерального агентства по недропользованию[1]. Уволен по достижении 65 лет согласно законодательству о государственной службе[2].
- 2012—2019 гг. — председатель совета директоров компании «Трансмашхолдинг»[3][4].

## Награды и звания
- медаль ордена «За заслуги перед Отечеством» II степени[5]
- Медаль Жукова
- Юбилейная медаль «50 лет Победы в Великой Отечественной войне 1941—1945 гг.» 1941—1945 гг."
- Медаль «В память 300-летия Санкт-Петербурга»
- Орден Почёта[6]
- Почётный гражданин Тамбовской области[7]
- Благодарность Президента Российской Федерации (6 декабря 2003) — за большой вклад в ликвидацию последствий стихийного бедствия в южных регионах России